# 馬萊希夫
49°52′54″N 24°4′31″E / 49.88167°N 24.07528°E
馬萊希夫（烏克蘭語：Малехів），是烏克蘭西部利維夫州利維夫區利維夫市鎮的村落，位於利維夫東北方近郊，始建於1377年，面積5.79平方公里，2023年人口3,112，人口密度每平方公里403.45人。